# ادی گرانت (موسیقی‌دان)
ادی گرانت (انگلیسی: Eddy Grant؛ زادهٔ ۵ مارس ۱۹۴۸) یک خواننده، نوازنده گیتار و ترانه‌سرا اهل بریتانیا است. وی از سال ۱۹۶۸ میلادی تاکنون مشغول فعالیت بوده‌است. 